# دادارباوری
دادارباوری یا خدااِنگاری یا دئیسم (به انگلیسی: Deism) برگرفته از واژه لاتین deus به معنای «خدا»، فلسفه‌ای است که می‌گوید خدایی وجود دارد و به عنوان آفریننده و دادار، عامل خلق همه چیز است؛ دئیسم مداخلهٔ مستقیم خداوند در عملکرد جهان را رد می‌کند (خداباوری دین‌ناباورانه). دادارباوری، مرتبط با فلسفه دینی و جنبشی است که وجود خدا را از طریق عقل استنتاج می‌کند. دادارباوری دربارهٔ اینکه خدا در خارج از گیتی چه انجام می‌دهد، هیچ‌گونه موضع‌گیری نمی‌کند. این رویکرد برخلاف اصل اعتمادگرایی در ادیان اسلام، مسیحیت، یهودیت است که بر وحی در کتب تکیه می‌کنند.
خداانگاران بیشتر، رویدادهای فراطبیعی مانند معجزه و پیش‌گویی را رد می‌کنند و باور دارند که خدا در زندگی انسان‌ها و قوانین طبیعی گیتی مداخله نمی‌کند. آنچه که آئین‌های سازماندهی‌شده، وحی و کتاب آسمانی می‌نامند، خداانگاران تفسیرها و برداشت‌های دیگر می‌دانند. به باور خداانگاران بزرگ‌ترین هدیه‌ای که خدا به انسان داده است، دین نیست، بلکه قدرت درک و استنتاج و نتیجه‌گیری است. می‌توان گفت خداانگاران خدا را تنها یک خالق می‌دانند نه یک ناظر.
دادارباوری در قرن ۱۷ و ۱۸ در دورهٔ روشنگری به‌ویژه در فرانسه، بریتانیا، ایالات متحده رواج بسیار یافت. همچنین در میان مسیحیانی که نمی‌توانستند مفاهیمی مانند سه‌گانگی خدا، الٰهی بودن مسیح، معجزه‌ها، بی‌خطایی نوشته‌ها یا عصمت وحی را قبول کنند، امّا به خدای یکتا اعتقاد داشته باشند. در ابتدا گروه خاصّی تشکیل نشده بود، ولی این بینش بعدها باعث به وجود آمدن آیین‌هایی مانند توحیدگرایی و جهان‌گرایی توحیدگرا بودن شد و تا امروز به شکل‌های دادارباوری مدرن و دادارباوری کلاسیک ادامه دارد.

## خلاصه
دئیسم (Deism) یعنی اعتقاد به اینکه خدا درماست و ما خدا هستیم .

## پیرامون دادارباوری
دادارباور ها زندگی را به طور دیگه میبینند و معتقدند که خدایی با وجود خارجی یا به نقل اسلام (خدا نور است) وجود ندارد . انسان هارا خودمان می آفرینیم ، درختان را خودمان می کاریم و...
نویل گادارد نویسنده موفق و بزرگ درباره کتاب های تخیل و دئیسمی میگوید : ایمان معجزه می آفریند ، یعنی مهم نیست در کجای دنیا با چه اعتقادی باشی وقتی با ایمان قوی از درونت میخواهی حتما اتفاق می افتد .
باورهای دادارباوری دربارهٔ موضوعات دینی گوناگون، دیدگاه‌های متفاوت بسیاری دارند.